# فلوسی
فلوسی (سوئدی: Flossie) یک فیلم اروتیک سوئدی به کارگردانی ماک آلبری است که در سال ۱۹۷۴ منتشر شد. از بازیگران فیلم می‌توان به ماری فورشو اشاره کرد. این فیلم در دو نسخه فیلمبرداری شد: یک نسخهٔ سافت‌کور واضح (شامل نمایش تصویر آلت تناسلی در حال نعوظ و «قضیب‌لیسی نه چندان نهان») و یک نسخۀ هاردکور (با صحنه‌های آشکار، که توسط بازیگرانِ اصلی انجام شده‌است و در سال ۱۹۷۵ در فرانسه به نمایش درآمد). شرکت «باخ فیلم» دی‌وی‌دی هر دو نسخه را منتشر کرده‌است.